# Tempête tropicale Gert (2005)
Pour les articles homonymes, voir Cyclone tropical Gert.
La tempête tropicale Gert a été le 7e système tropical de la saison cyclonique 2005 dans le bassin de l'océan Atlantique Nord. Elle s'est formée dans la baie de Campêche à partir d'une onde tropicale venant du Honduras et qui a traversé la péninsule du Yucatán avant de s'organiser en dépression tropicale Sept dans l'après-midi du 23 juillet. Rehaussé à tempête tropicale tôt le lendemain, Gert obtint le record de la formation la plus précoce d'une septième tempête nommée durant une saison des ouragans dans l'Atlantique, battu en 2020 par la tempête tropicale Gonzalo. Gert s'est peu renforcé avant de toucher la côte au sud de Tampico, Tamaulipas, Mexique, tard le 24 juillet, avec des vents maximums soutenus de 70 km/h et une pression centrale minimale de 1 005 hPa. Il s'est déplacé vers l'intérieur des terres au-dessus du centre du Mexique avant de se dissiper le lendemain.
Gert a frappé à peu près la même zone que l'ouragan Emily quatre jours plus tôt, provoquant la peur d'inondations et de glissements de terrain à cause de la saturation des terres. Par mesure de précaution, quelque 1 000 personnes ont été évacuées des résidences basses et des commerces à proximité des villes de Naranjos Amatlán et Tamiahua.

## Évolution météorologique
Le 10 juillet 2005, une onde tropicale s'est formée sur la côte ouest de l'Afrique. Les conditions dans le milieu de l'océan Atlantique étant défavorables, la dépression ne s'était pas beaucoup développée. Le 18 juillet, le creux dépressionnaire a traversé les Petites Antilles. L'onde tropicale a commencé à s'activer au-dessus de Porto Rico et de l'île Hispaniola. Le nord de l'onde tropicale s'est organisé en dépression tropicale dans les Bahamas, produisant la tempête tropicale Franklin.
La portion sud a poursuivi son chemin vers l'ouest. Au-dessus de la mer des Caraïbes, l'activité orageuse s'est intensifiée. Le 22 juillet, une zone de basses pressions associée à l'onde tropicale s'est formée dans le golfe du Honduras à l'est de Chetumal (Mexique). Le creux s'est déplacé sur la péninsule du Yucatán sans se développer. Tôt le 23 juillet, atteignant la baie de Campeche, l'activité orageuse s'organisa en bandes. À 18:00 UTC, on était en présence de la 7e dépression tropicale de la saison.
Le 24 juillet à 6:00 UTC, la perturbation s'était intensifiée au-delà de la force de tempête tropicale, que le NHC désigna sous le nom de Gert. Le cyclone poursuivit son développement, avec des vents culminant à 75 km/h, avant de toucher terre au nord de Cabo Rojo, au Mexique.
Gert se déplaça vers l'ouest-nord-ouest et faiblit dans les montagnes mexicaines, avant de se dissiper le 26 juillet 2005 (0:00 UTC).

## Préparation
Gert a frappé dans la même zone que l'ouragan Emily avait ravagée quatre jours auparavant. Les autorités, craignant des inondations et des glissements de terrain dans les sols déjà saturés d'eau, ont évacué environ 1000 personnes des bas quartiers de Naranjos et de Tamiahua, dans l'État de Veracruz.

## Bilan
Les dégâts causés par le cyclone Gert ont été minimes.